# 丛姓
丛姓是当今中国姓氏排行第一百二十七位姓氏，约占全国汉族人口的百分之零点一。

## 來源
丛姓来源有三：
1. 源于金姓。据《池北偶谈》所载，传说西汉时车骑将军金日磾的后代迁居丛家岘（今属山东省文登市），遂以居地丛为氏。
2. 据《国名纪》及《姓氏考略》、《庄子》等所载，相传上古帝尧时有崇、枝、胥、敖四国，其中丛枝为枝国的首领。帝尧为扩张势力，征伐这四个小国，这样枝国成为帝尧的势力范围，丛枝亦成为帝尧之臣。丛枝的后代为纪念故国，改原国首领名为氏，称丛氏。但源於傳說時代者，並不可考。
3. 出自其他民族。如今满、蒙古等民族均有此姓。据文献《长白山先民传》的记载：满族丛尼勒氏，原称孔尼喇氏，满语为Kongnila Hala，属于黑龙江女真的一支部落，曾世居黑龙江两岸。在明熹宗朱由校天启六年（后金努尔哈赤天命十一年，公元1626年），孔尼喇部为建州女真后金天命汗所统一，之后迁居该部于长白山三岔口地区（今黑龙江东宁），逐渐改称丛尼勒氏，满语为Congnil Hala，属于随地域变迁而产生的音变，是非常古老[原創研究？]的满族姓氏之一。清朝中叶以后，满族丛尼勒氏多冠汉姓为丛氏、孔氏等，世代相传至今。[原創研究？]

## 延伸阅读
[在维基数据编辑]
 《欽定古今圖書集成·明倫彙編·氏族典·叢姓部》，出自陈梦雷《古今圖書集成》